# Aquarium di Alghero
L'aquarium di Alghero era un acquario ubicato in Alghero. Era situato nel centro della città, a pochi metri dalla torre di Sulis. Al suo interno trovava spazio un'esposizione permanente di pesci sia marini che di acqua dolce, poi fu dismesso e smantellato nel novembre dell'anno 2020 quindi i pesci furono trasferiti nell'acquario di Cala Gonone.
L'acquario di Alghero era l'unico in Italia ad ospitare esemplari di pesce Pietra, tra i pesci più velenosi del mondo.
Mensilmente le acque delle vasche venivano cambiate grazie a una pompa che prelevava l'acqua direttamente dal mare, distante appena un centinaio di metri dalla sede dell'acquario.